# 이승민 (성악가)
이승민(1999년 2월 20일 ~ )은 대한민국의 성악가이다.

## 방송
- 팬텀싱어 4 (2023) - 3위
- 언더커버 (2025) - Top36

## 공연
- 이화여대 오페라 <코지 판 투테> (2018)
- 청년오페라단 FOY 오페라단 <사랑의 묘약> (2018)
- 서울대학교 정기오페라 <쟌니 스키키> (2019)
- 서울대학교 관악학생생활관 송년오페라 <라보엠> (2019)
- 오페라단 나눔 오페라 <라 보엠> (2022)
- 숙명여대 오페라 <마술피리> (2022)
- 한국문화예술협동조합 오페라 <라 트라비아타> (2022)

## 수상
- 제43회 부산음악협회 전국학생음악경연대회 성악부문 고등1등, 전체 최우수상 (2016)
- 제2회 파바로티 성악 콩쿠르 고등부 장려상 (2017)
- 부산마루국제음악제 Concerto Competition 관객상 (2017)